# 水生黍
水生黍（学名：Panicum paludosum）为禾本科黍属下的一个种。其种加词“paludosum”意为“沼泽的”、“湿地的”。
现接受名为Panicum hygrocharis Steud., 1853。